# Mouvement pour l'extinction volontaire de l'humanité
Vous lisez un « bon article » labellisé en 2015.
Le Mouvement pour l'extinction volontaire de l'humanité, ou VHEMT (de l'anglais Voluntary Human Extinction Movement), est un mouvement écologiste qui appelle tous les humains à s'abstenir de se reproduire pour provoquer l'extinction progressive de l'humanité. Le VHEMT prône l'extinction de l'être humain principalement parce qu'il estime que cela permettrait d'éviter la détérioration de l'environnement. Le groupe affirme également qu'une diminution de la population humaine réduirait significativement la souffrance causée par les êtres humains. Les extinctions d'espèces animales et la rareté des ressources dont les êtres humains ont besoin sont souvent mentionnées par le groupe comme preuve des dommages causés par la surpopulation humaine.
Le VHEMT est fondé en 1991 par Les U. Knight, un militant américain qui s'engage dans le mouvement écologiste dans les années 1970 et en vient à la conclusion que l'extinction de l'espèce humaine est la solution idéale aux problèmes auxquels font face la biosphère de la Terre et l'humanité de façon globale. Knight publie le bulletin d'information du groupe et lui sert de porte-parole. Bien que le groupe dispose d'un site web et soit représenté dans certaines manifestations écologistes, il est fortement dépendant des médias pour diffuser son message. De nombreux commentateurs considèrent que ce mouvement fait preuve d'un extrémisme inacceptable, mais d'autres approuvent sa vision. En réponse au VHEMT, certains journalistes et universitaires ont avancé que les êtres humains peuvent adopter des modes de vie durables ou réduire leur population à des niveaux soutenables. D'autres soutiennent que, quels que puissent être les mérites de l'idée, l'instinct de reproduction empêchera de toute façon l'humanité de chercher à s'éteindre.

## Histoire
Le mouvement pour l'extinction volontaire de l'humanité a été fondé par Les U. Knight,,, un professeur de lycée remplaçant résidant à Portland, dans l'Oregon,. Après s'être joint au mouvement écologiste pendant ses études dans les années 1970, Knight impute la plupart des menaces écologiques à la surpopulation humaine,. Il rejoint l'organisation Zero Population Growth (« Croissance démographique zéro »), puis opte pour une vasectomie à l'âge de 25 ans. Il conclut par la suite que l'extinction de l'humanité serait la meilleure solution aux problèmes environnementaux. Il pense que d'autres personnes ont déjà eu cette idée au cours de l'histoire humaine.
En 1991, Knight commence à publier le bulletin d'information du VHEMT, intitulé These Exit Times. Dans cette publication, il incite ses lecteurs à contribuer à l'extinction de l'humanité en s'abstenant de procréer. Le VHEMT a également publié des bandes dessinées. Dans l'une d'entre elles, une femme renonce à se reproduire pour donner naissance à un bonobo par transfert d'embryon.
En 1996, Knight crée un site pour le mouvement. En 2010, ce site est disponible en onze langues. Le logo du VHEMT comprend la lettre « V » (pour « volontaire ») et la planète Terre représentée à l'envers (avec le nord en bas),.

## Organisation et promotion

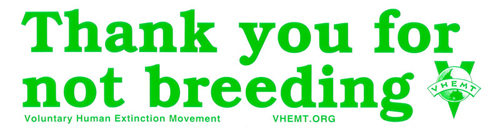
Merci de ne pas vous reproduire : slogan du VHEMT, distribué sous forme d'autocollants pour pare-chocs.

Le VHEMT fonctionne plutôt comme un réseau informel que comme une organisation structurée, et ne dresse pas la liste de ses membres. Daniel Metz, de l'université Willamette, affirme en 1995 que la liste de distribution du VHEMT compte un peu moins de quatre cents abonnés. Six ans plus tard, la chaîne Fox News indique que cette liste en compte seulement deux cent trente. Knight rétorque que toute personne qui adhère à son idéologie est membre du mouvement et que cela inclut des « millions de gens »,.
Knight fait office de porte-parole pour le VHEMT. Il se rend à des conférences et des manifestations écologistes, à l'occasion desquelles il diffuse des informations sur la croissance démographique. Le message du VHEMT est toutefois principalement diffusé par le biais des médias, plus que par les manifestations et son bulletin d'information. Le VHEMT vend des badges et des teeshirts, ainsi que des autocollants pour pare-chocs avec le message « Merci de ne pas vous reproduire ».

## Idéologie
Le professeur Knight soutient que la population humaine est bien plus grande que ce que la Terre peut supporter, et que la meilleure chose que les humains puissent faire pour la biosphère de la Terre est de cesser de se reproduire. Il affirme que les humains sont « incompatibles avec la biosphère », que l'être humain n'est utile qu'à lui-même et que son existence ne bénéficie en rien à l'environnement. Selon Knight, la grande majorité des sociétés humaines n'ont pas eu un mode de vie durable, et les tentatives en ce sens ne changent rien au fait que l'existence de l'humanité a somme toute eu un effet destructeur sur la Terre et sur un grand nombre de ses organismes non-humains. Le groupe prône l'extinction de l'humain au motif qu’elle permettra d'éviter des souffrances humaines et l'extinction d'autres espèces. Knight souligne en effet que de nombreuses espèces sont menacées par la croissance de la population humaine,,.
Le psychologue James Ormrod, qui décrit le groupe dans la revue Psychoanalysis, Culture & Society, constate que la « conviction la plus fondamentale » du VHEMT est que « les êtres humains devraient arrêter de se reproduire », et que certaines personnes se considèrent membres du groupe sans en réalité souhaiter l'extinction de l'espèce humaine. Knight, en revanche, estime que même si les humains devenaient plus respectueux de l'environnement, ils pourraient toujours revenir à des modes de vie nuisibles pour l'environnement, et devraient par conséquent s'auto-éliminer. D'après Knight, la responsabilité de ce changement incombe surtout à ceux qui vivent dans des pays développés, car ce sont eux qui consomment la plus large part des ressources.
Knight a la conviction que les organismes non-humains de la planète ont, dans leur ensemble, plus de valeur que les humains et leurs réalisations, telles que l'art : « Les pièces de Shakespeare et les travaux d'Einstein n'arrivent pas à la cheville d'un tigre ». Il soutient que les espèces situées en amont dans la chaîne alimentaire sont moins importantes que celles situées en aval. Son idéologie provient en partie de l'écologie profonde et il utilise parfois le nom Gaïa pour désigner la Terre. Il fait valoir que l'extinction de l'être humain est inéluctable, et qu'il vaut mieux s'éteindre rapidement pour éviter de provoquer l'extinction d'autres animaux. Les possibilités d'évolution des autres organismes sont aussi citées comme un avantage.
Knight considère le fait de s'abstenir de se reproduire comme un choix altruiste ; — un moyen d'éviter des souffrances humaines involontaires — ; et cite les enfants morts de causes évitables comme exemple de souffrance humaine inutile. Knight avance que la non-reproduction permettrait à terme aux humains de mener des modes de vie idylliques dans un environnement comparable au jardin d’Éden, et maintient que les derniers humains seraient fiers de ce qu'ils auraient accompli. Il mentionne d'autres avantages à l'arrêt de la reproduction humaine, dont la fin de l'avortement, de la guerre, et de la famine. Knight va jusqu’à dire qu'« à l'heure actuelle, la procréation est de facto constitutive de maltraitance sur enfant ». Il soutient que le niveau de vie des humains va se dégrader si les ressources sont consommées par une population croissante plutôt qu'allouées à la résolution des problèmes existants. Il suppose que si les humains cessaient de se reproduire, ils consacreraient leur énergie à d'autres activités, et conseille l'adoption et l'accueil de mineurs aux personnes qui désirent avoir des enfants.

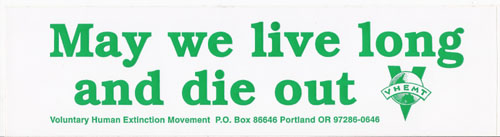
Puissions-nous vivre longtemps et disparaître : devise du VHEMT.

Le VHEMT rejette les programmes de contrôle des naissances imposés par les gouvernements en faveur de la réduction volontaire de la population, et approuve uniquement l'usage de la contraception et de la volonté pour éviter les grossesses. Knight soutient que les approches coercitives ont peu de chances de faire diminuer la population humaine de façon permanente, s'appuyant sur le fait que l'humanité a survécu à des guerres, des famines et des virus aux effets dévastateurs. Bien que le titre de leur bulletin d'information évoque le manuel de suicide Final Exit, l'idée d'un suicide collectif est exclue, et le groupe a adopté la devise « Puissions-nous vivre longtemps et disparaître ». Une étude de 1995 portant sur les membres du VHEMT indique que la majorité d'entre eux se sentent investis d'une forte obligation morale de protéger la planète, ne croient pas en la possibilité de prévenir les dégâts environnementaux par la voie politique, et sont prêts à renoncer à certains de leurs droits au bénéfice de leur cause. Ceux des membres du VHEMT qui sont fermement convaincus que « la civilisation se dirige tout droit vers son effondrement » sont les plus susceptibles d'adhérer à cette vision. Toutefois, le VHEMT ne prend pas ouvertement position sur les questions politiques.
Le VHEMT fait la promotion d'une idéologie plus extrême que Population Action International, groupe qui défend l'idée que la population humaine devrait être réduite pour protéger la planète, mais pas disparaître. Par contre, la position du VHEMT est plus modérée et plus sérieuse que celle de l’Église de l'Euthanasie, qui prône la réduction de la population par le suicide et le cannibalisme,. L'étude de 1995 révèle que 36 % des adhérents du VHEMT se considèrent également membres de l'organisation Earth First! ou ont fait des dons à ce groupe au cours des cinq années précédentes.

Bande dessinée de Nina Paley publiée sur le site web du VHEMT.

## Accueil et réactions
Knight indique que l'idéologie de son groupe va à contre-courant du natalisme de la société contemporaine. Il pense que cette pression a empêché de nombreuses personnes de soutenir, ou même de débattre du contrôle démographique. Il reconnait que les chances de succès de son groupe sont maigres, mais maintient qu'essayer de réduire la population de la planète est la seule option morale.
L'accueil réservé par les médias grand public à l'idée de Knight est mitigé. Dans un article du San Francisco Chronicle, Gregory Dicum énonce qu'il y a une « logique indéniable » dans les arguments du VHEMT, mais il doute que les idées de Knight puissent connaître le succès, arguant du fait que de nombreuses personnes désirent avoir des enfants et ne peuvent être dissuadées. Stephen Jarvis se fait l'écho de ce scepticisme dans The Independent, en notant que le VHEMT va rencontrer d'importantes difficultés car la reproduction est un instinct de base chez l'humain. Sur le site du Guardian, Guy Dammann approuve l'objectif du mouvement, qu'il considère comme « louable à de nombreux égards », mais soutient qu'il est absurde de croire que les humains vont volontairement chercher à s'éteindre. La journaliste indépendante Abby O'Reilly écrit qu'étant donné qu'avoir des enfants est souvent vu comme un indicateur de réussite, l'objectif du VHEMT est difficile à atteindre. Knight, en réponse à ces arguments, soutient que bien que le désir sexuel soit naturel, le désir d'enfant qu'éprouvent les êtres humains est le produit de l'acculturation.
L'archidiocèse de New York critique le VHEMT au motif que l'existence de l'humanité serait voulue par Dieu. Le psychologue James Ormrod avance que Knight « abandonne sans doute l'écologie profonde au profit d'une misanthropie pure et simple ». Il note que l'affirmation de Knight — selon laquelle les derniers humains, dans l'hypothèse d'une extinction, disposeraient de ressources abondantes — sert sa cause sous l'angle des « bénéfices acquis par les humains ». Ormrod juge ce type d'argument contre-intuitif, en faisant valoir qu'il emprunte au langage des « sociétés de consommation contemporaines ». Il reproche à Knight de ne pas avoir réussi à élaborer une idéologie cohérente et exempte d’ambiguïtés. The Economist qualifie la thèse de Knight — selon laquelle l'extinction de l'humain est souhaitable en raison du manque de ressources — d'« ineptie malthusienne ». L'article ajoute que le fait de ressentir de la compassion pour la planète n’implique pas nécessairement de devoir rechercher l'extinction de l'espèce humaine. Le sociologue Frank Furedi considère aussi le VHEMT comme un groupe malthusien, et le range dans la catégorie des organisations écologistes qui « [pensent] le pire de l'espèce humaine ». Dans un article publié sur Spiked, Josie Appleton avance que le groupe est indifférent à l'humanité, plutôt qu'« anti-humain ».
Brian Bethune écrit dans Maclean's que la logique de Knight est « aussi absurde qu'inattaquable ». Néanmoins, il met en doute l’affirmation de Knight selon laquelle les derniers survivants de la race humaine mèneraient des vies agréables et soupçonne qu'il régnerait « une perte collective de l'envie de vivre ». En réaction aux thèses de Knight, le journaliste Sheldon Richman écrit que les êtres humains sont des « agents actifs » et peuvent modifier leur comportement. Il estime que les gens sont capables de résoudre les problèmes auxquels la Terre est confrontée. Alan Weisman, auteur d'Homo disparitus, préconise de se limiter à un enfant par famille plutôt que de s'abstenir complètement de procréer.
Katharine Mieszkowski, du site Salon.com, recommande aux couples sans enfant d'adopter les arguments du VHEMT lorsqu’ils se posent des « questions profondes » sur le fait de ne pas avoir d'enfant. Dans la revue Journal for Critical Animal Studies, Carmen Dell'Aversano constate que le VHEMT s'emploie à renier le symbole de progrès humain perpétuel que représentent les enfants. Elle analyse le mouvement comme une forme de « politique d'opposition queer » parce qu'il rejette la reproduction perpétuelle comme une forme de motivation. Elle avance que le mouvement cherche à parvenir à une nouvelle définition de « l'ordre civil », ce que Lee Edelman attendait de la théorie queer. Dell'Aversano estime que le VHEMT exauce le souhait de Edelman car il incarne la pulsion de mort plutôt que des idées axées sur la reproduction du passé.
Alors que l'organisation de Knight est répertoriée dans un livre intitulé Cinglés : Un guide des croyances humaines les plus extrêmes (Kooks: A Guide to the Outer Limits of Human Belief), le journaliste du Guardian Oliver Burkeman note, à propos d'une conversation téléphonique avec Knight, que ce dernier semble être « plutôt sain d'esprit et avoir le sens de l'autodérision, ». Weisman partage cette impression, décrivant Knight comme « réfléchi, posé, s'exprimant bien, et assez sérieux ». Les philosophes Steven Best et Douglas Kellner considèrent le point de vue du VHEMT comme extrême, mais font remarquer que le mouvement s'est formé en réaction à d’autres positions extrêmes que l'on trouve au sein de l'« humanisme moderne ».

## Dans la culture
Le mouvement VHEMT est parodié dans la saga « Nous sommes Bob » écrit par Dennis E. Taylor sous l'acronyme VEHEMENT « Voluntary Extinction of Humanity Existence Means Earth Natural Transformation ».